# 광기의 의자

## 광기의 의자
감시자가 생존자를 쓰러뜨리고 탈락시키기 위해서는 어떤 의자에 묶어놔야 하는데, 그 의자를 광기의 의자라고 한다.

## 의자 게이지
의자 게이지가 있는데, 이 게이지가 다 차면 생존자가 날라간다.

#### 잠식
- 이 게이지에는 중간에 빨간색 선이 하나 있는데, 게이지가 빨간색 선에 닿기 전에 구출이 되면 구출된 생존자가 다시 의자에 앉았을 때 이 빨간색 선부터 게이지가 오르기 시작한다.

(즉, 앉자마자 바로 구출 되어도, 빨간색 선에 닿기 바로 직전에 구출되어도 게이지가 중간부터 올라가기 시작하는 것이다.)
- 이 빨간색 선을 넘으면 잠식이라고 한다.
- 잠식되기 전에 구출되면 생존자는 총 세 번을 의자에 앉아야 탈락되는 것이다.
- 잠식되고 나서 구출되면 두 번 만 앉아도 탈락한다.